# Rebecca Solomon

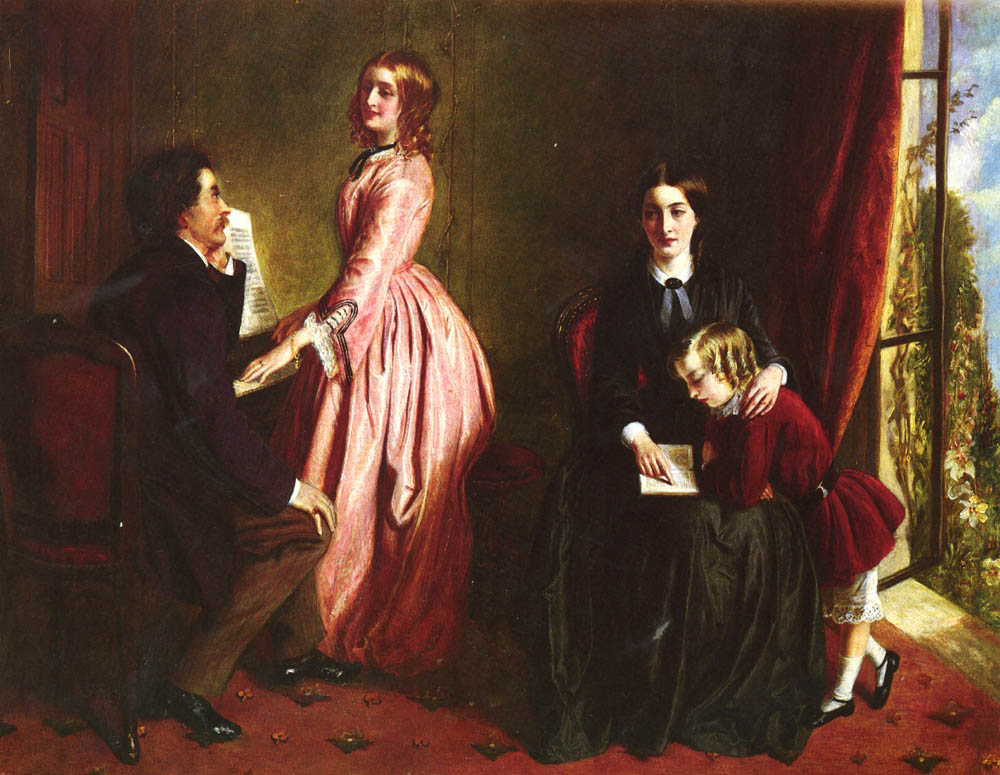
Die Gouvernante, 1851

Rebecca Solomon (* 26. September 1832 in London; † 20. November 1886 in London) war eine englische Malerin.

## Leben und Wirken
Rebecca Solomon wurde 1832 als siebentes von acht Kindern einer kunstinteressierten Händlersfamilie geboren. Zwei ihrer Brüder, Abraham und Simeon, wurden auch Maler. Ihren ersten Zeichenunterricht erhielt sie von ihrer Mutter, einer erfahrenen Aquarellistin, und ihrem älteren Bruder Abraham, bevor sie Unterricht an der Spitalfields School of Design nahm. Um ihre Ausbildung zu vertiefen, arbeitete auch als Assistentin in den Studios von John Everett Millais und Edward Burne-Jones.
Ihre Beziehung zu ihren Brüdern war sehr eng. Sie teilte das Studio mit ihrem älteren Bruder Abraham von 1851 bis zu dessen Tode 1862. Sie kopierte als seine Assistentin seine Gemälde und arbeitet an eigenen Werken, die sie auch ausstellte. Insbesondere ihre literarischen und biblischen Themen fanden Anerkennung beim Publikum. Danach vertiefte sich die Beziehung zu ihrem jüngeren Bruder Simeon, mit dem sie das Studio von 1865 bis 1873 teilte. Dieser zeigte sein Judentum in anhand von Themen aus dem Alten Testament und war Anhänger der Präraffaeliten.

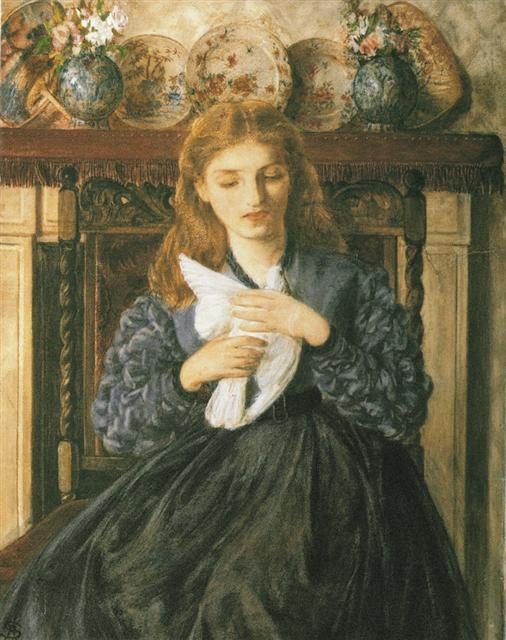
Die verletzte Taube, 1866

Von 1852 bis 1868 stellte sie an der Royal Academy aus, aber sie nahm auch an Ausstellungen in anderen britischen Städten, wie Birmingham, Glasgow und Manchester teil. Sie malte vorwiegend Genrebilder, die oft soziale Klassenunterschiede und Geschlechtsunterschiede thematisieren, u. a. The Governess (1851). Für Zeitschriften wie die London Society und The Churchman's Family Magazine fertigte sie Illustrationen an, um ihr Einkommen aufzubessern. Mitte der 1850er Jahre wandte sie sich auch der Historienmalerei zu wie im Bild The Fugitive Royalists (1862). Einflüsse der Präraffaeliten, in deren Kreisen sie sich bewegte, zeigt z. B. das Gemälde Waiting on a Balcony (1865), und The Wounded Dove (1866) ist ein sehr individuelles Bild, das mit dem asiatischen Porzellan über dem Kamin den beginnenden Japonismus widerspiegelt.